# Паливно-хімічні ресурси

Паливно-хімічні ресурси (рос. ресурсы топливно-химические, англ. fuel and chemical resources, нім. chemische Brennstoffressourcen f pl) — сукупність розвіданих і прогнозованих запасів корисних копалин вуглецевого та вуглеводного складу.

## У світі
Первинні світові Р.п.-х. (рис.) включають ресурси вугілля, нафти, газу, горючих сланців. У XXI ст. різко зростатиме частка рідкого палива з вугілля, зменшуватиметься частка нафти, а згодом і газу.

## В Україні
В Україні є всі види цих ресурсів, більшість з них інтенсивно використовують. Основні Р.п.-х. — кам'яне і буре вугілля, запаси якого за категоріями А+В+С1 становлять 43114,1 (буре — 2584,8) млн т, С2 — 10926,4 (319,5) млн т (1999 р.). У найбільшому — Донецькому кам'яновугільному басейні 47,1 % складає енергетичне вугілля, 31,3 % — коксівне, 21,5 % — антрацити. На коксохімічних заводах з нього одержують кокс та 150 найменувань хімічної продукції. Львівсько-Волинський кам'яновугільний бас. має 57 % енергетичного і 43 % коксівного вугілля, запаси якого за категоріями А+В+С1 — 1180,8 млн т, С2 — 259,3 млн т. Буровугільні ресурси зосереджені у Дніпровському буровугільному басейні. Запаси за категоріями А+В+С1 — бл. 1,9 млрд т (1999). Вугілля середньозольне, використовують в основному як паливо після брикетування. Запаси торфу за категоріями А+В+С1 — 660 млн т, С2 — 276 млн т. Прогнозні ресурси горючих сланців становлять 500 млрд т. Запаси нафти і газу зосереджені, в основному, у Дніпровсько-Донецькій нафтогазоносній області, Передкарпатській нафтогазоносній області.